# System Informacji Miejskiej w Łodzi

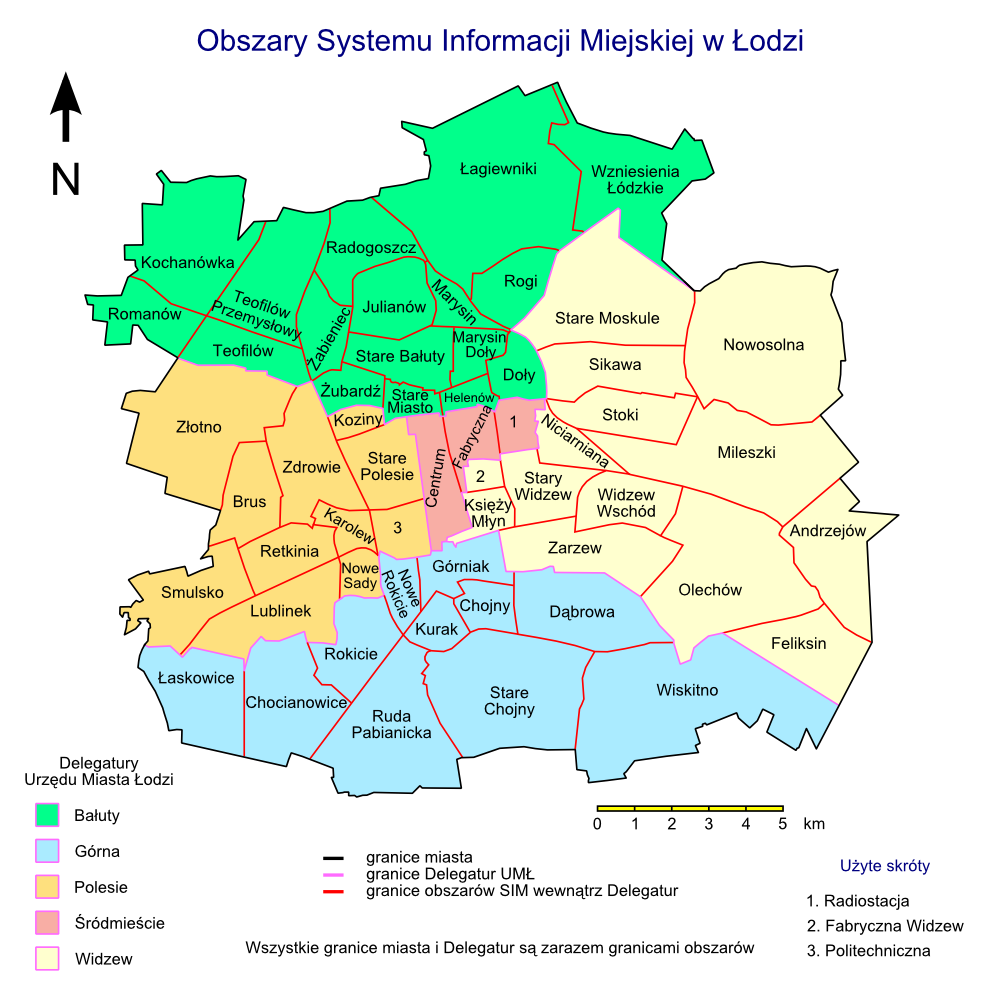
Mapa z podziałem Łodzi na obszary Systemu Informacji Miejskiej

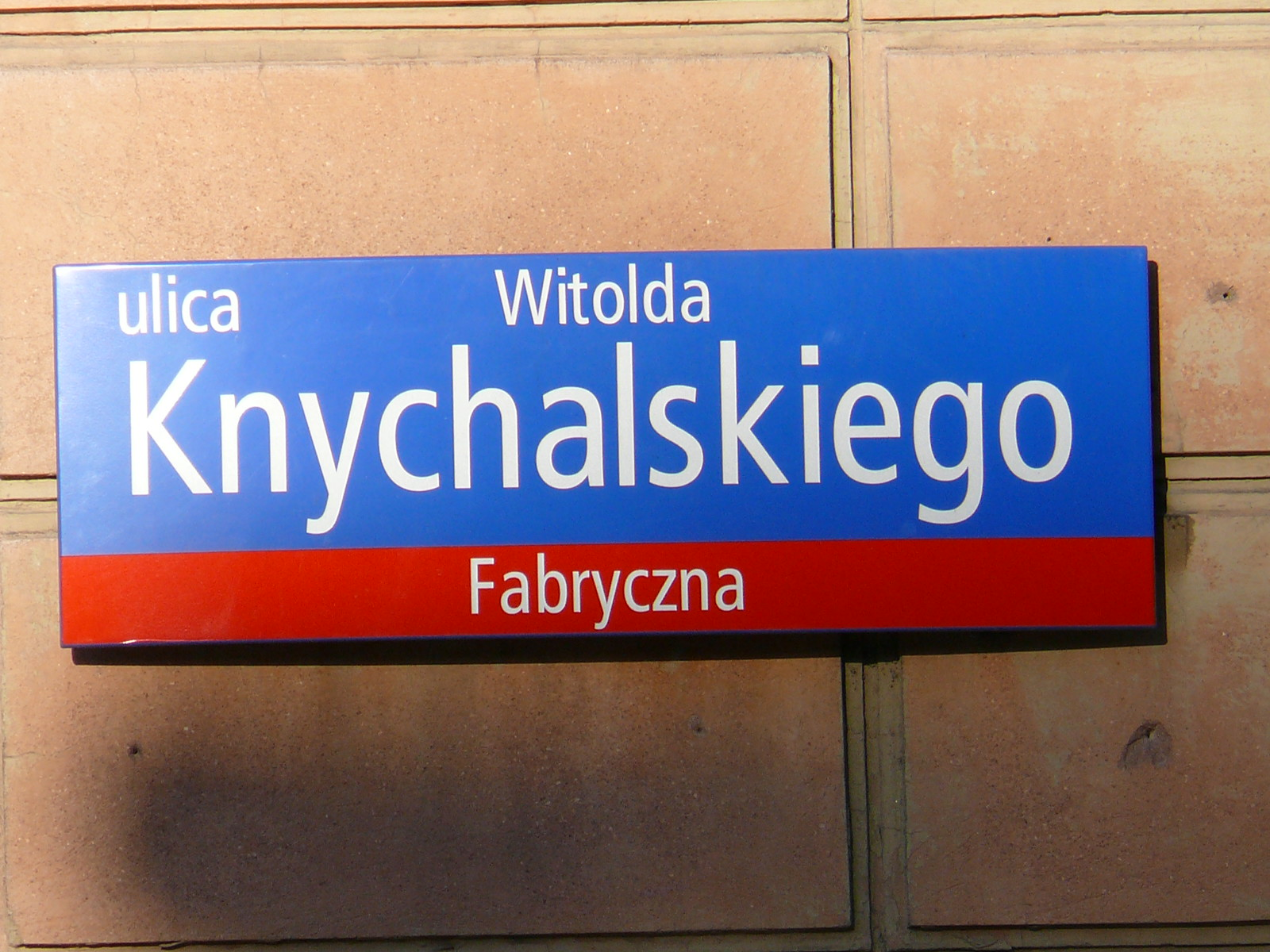
Przykład oznakowania ulicy -
ulica Knychalskiego, Łódź Fabryczna – tablica umieszczona na ścianie budynku

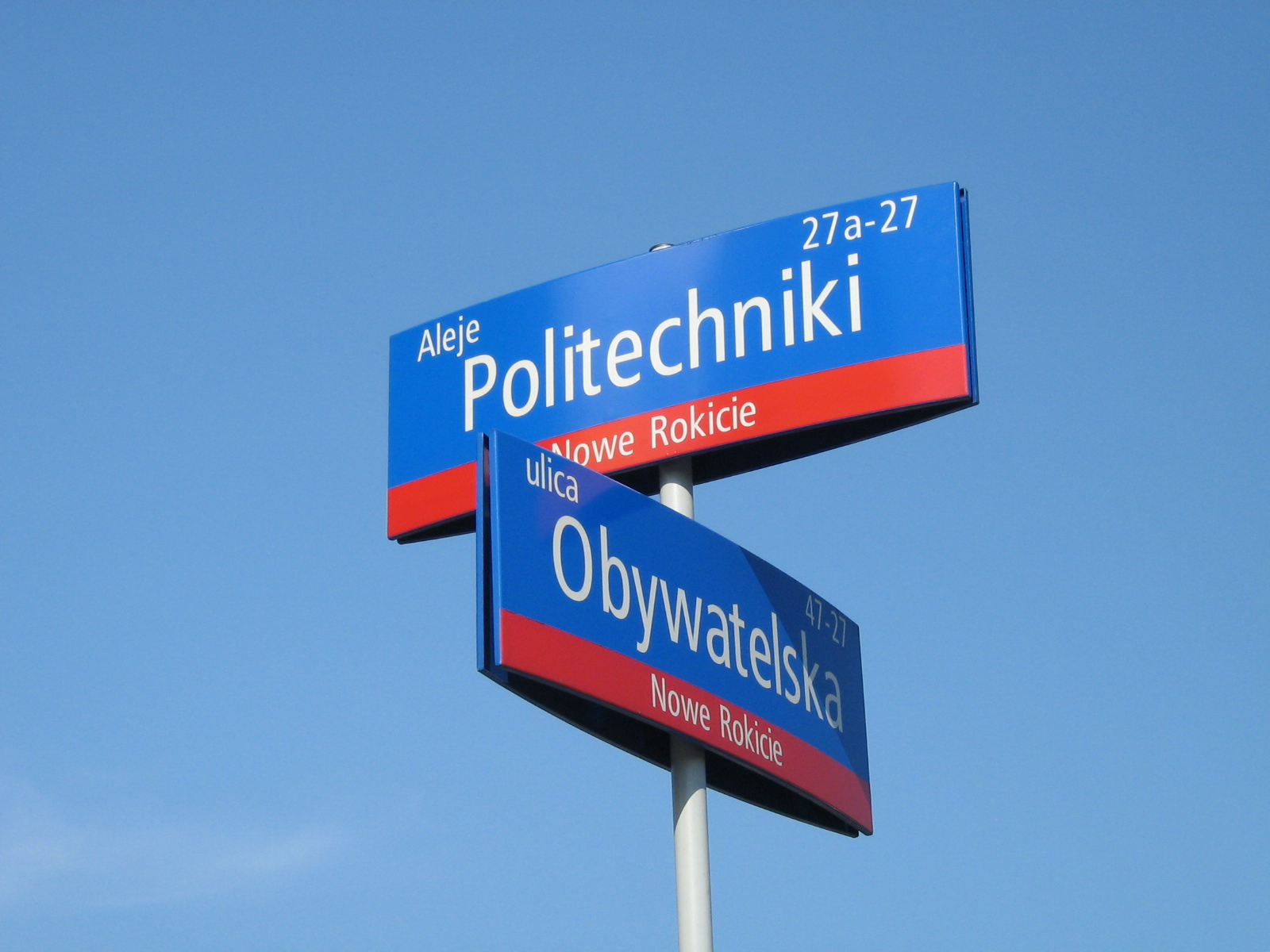
Przykład oznakowania skrzyżowania – tablice umocowane na słupku

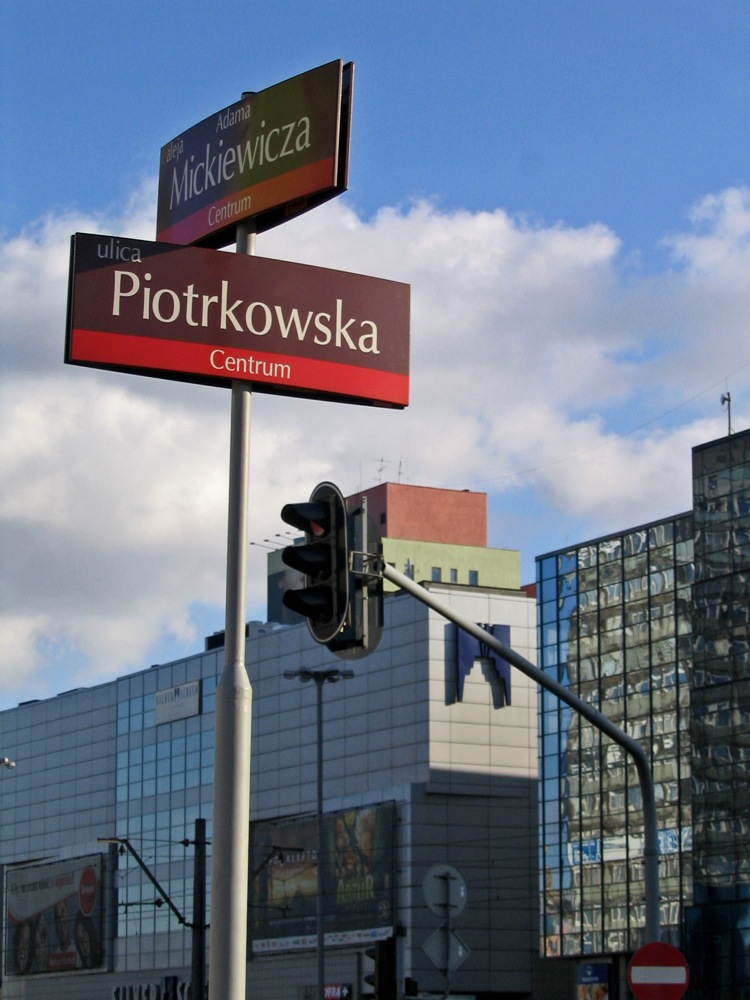
Przykład oznakowania skrzyżowania w strefie turystyczno-historycznej miasta

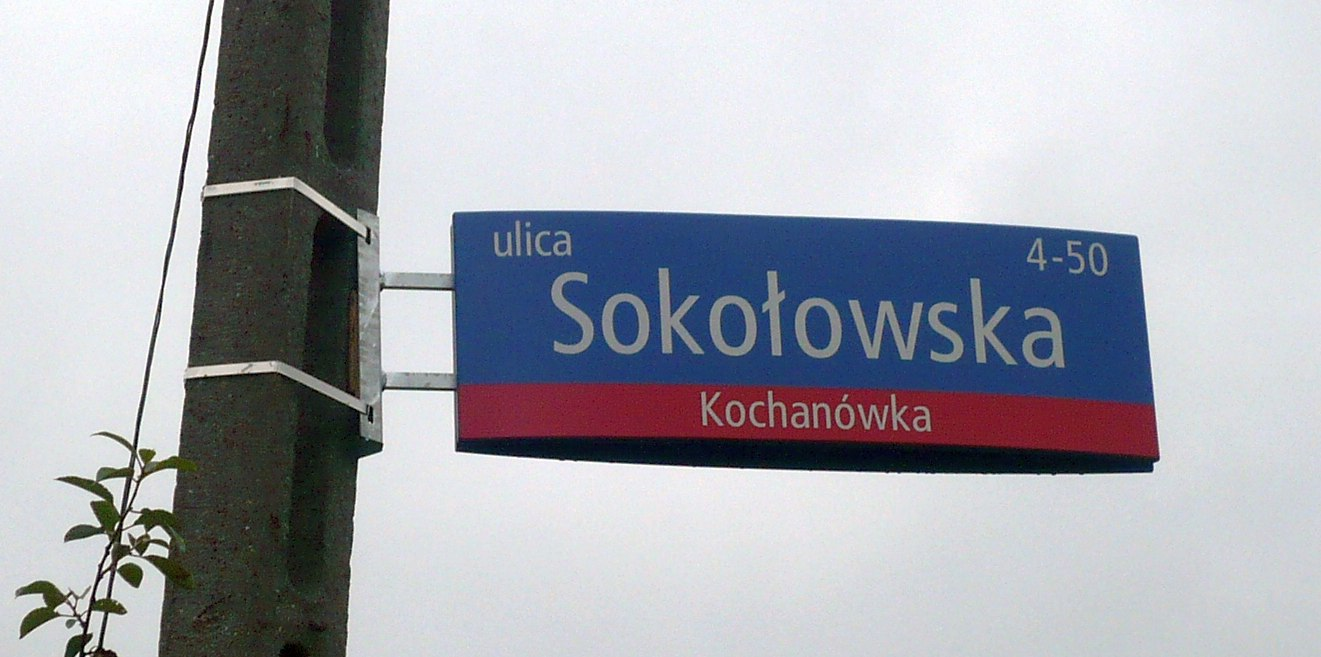
Przykład oznakowania ulicy tablicami przymocowanymi do istniejącego już wcześniej słupa energetycznego

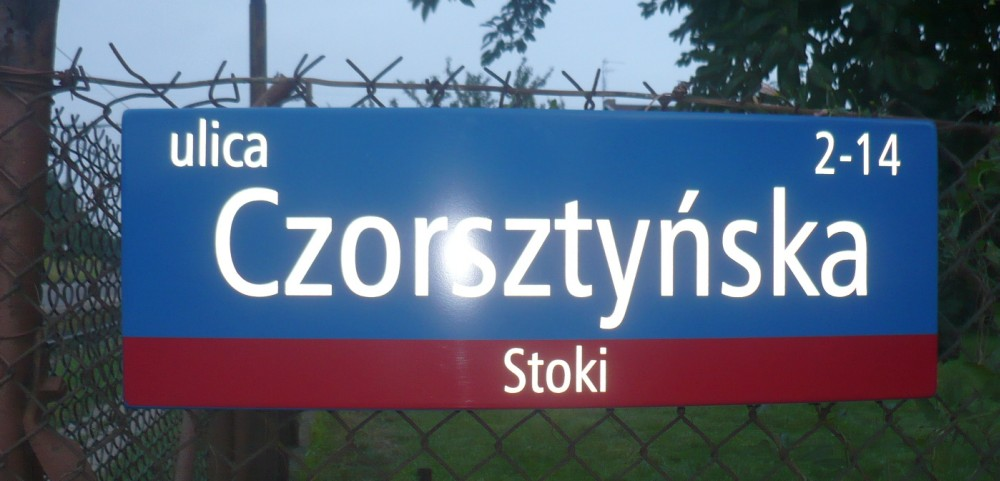
Przykład oznakowania ulicy tablicą umieszczoną na ogrodzeniu

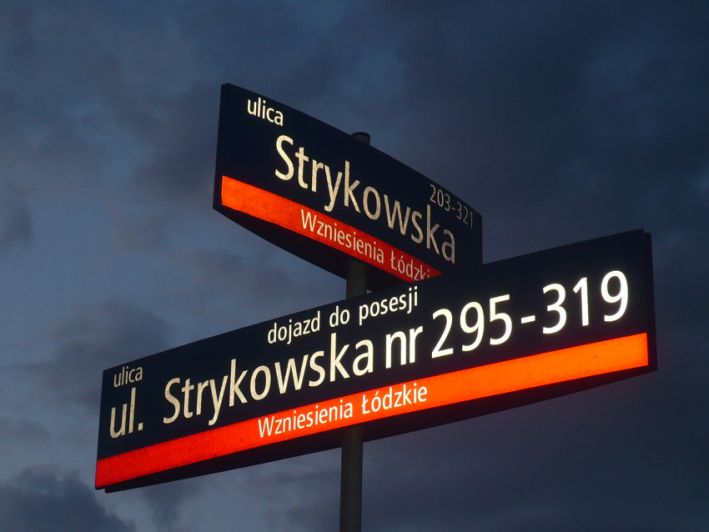
Przykład oznakowania szczególnego, dostosowanego do specyficznej sytuacji – posesje usytuowane w głąb od ul. Strykowskiej, położone wzdłuż ulicy bezimiennej, mają numerację ulicy Strykowskiej

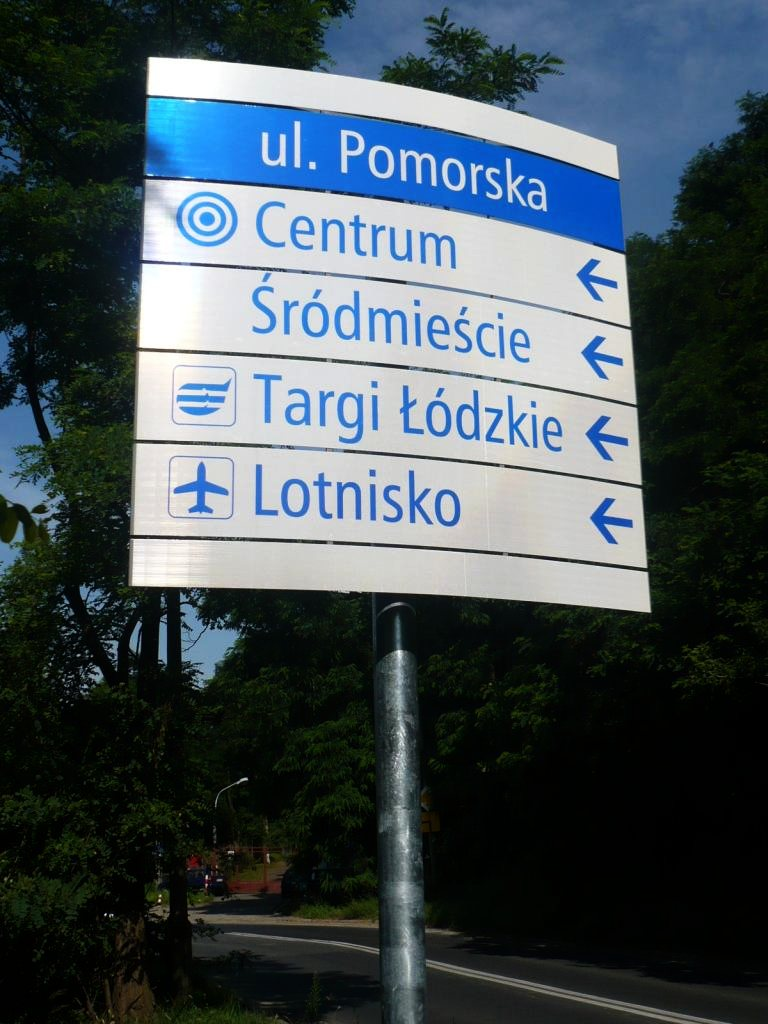
Przykład oznakowania tablicą rozprowadzającą do dzielnic i dworców. Tu dodatkowo podano informację o kierunku do Centrum (które przyjęto jako punkt odniesienia dla całego SIM) oraz do kompleksu łódzkich targów

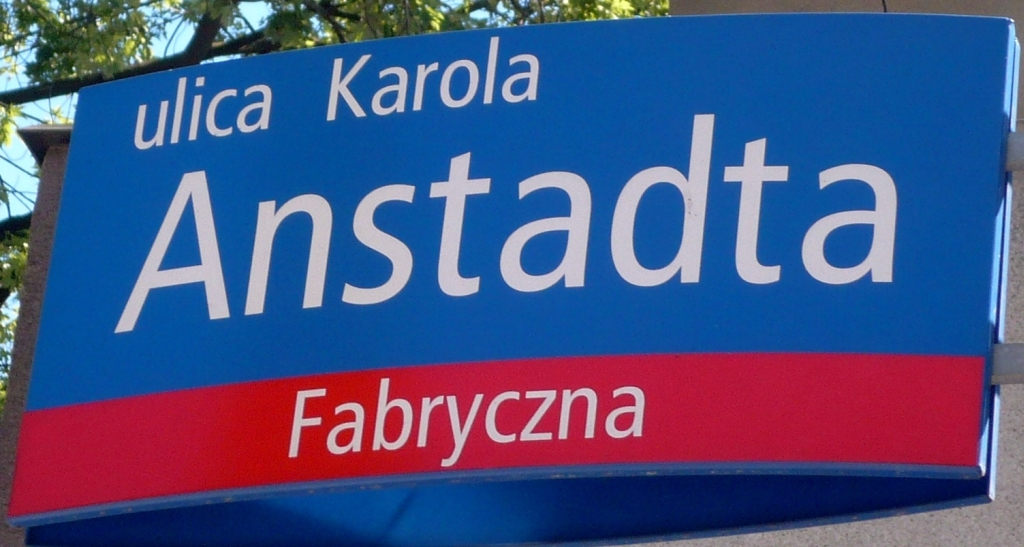
Przykład błędnego oznakowania – zamiast słowa aleja występowało słowo ulica

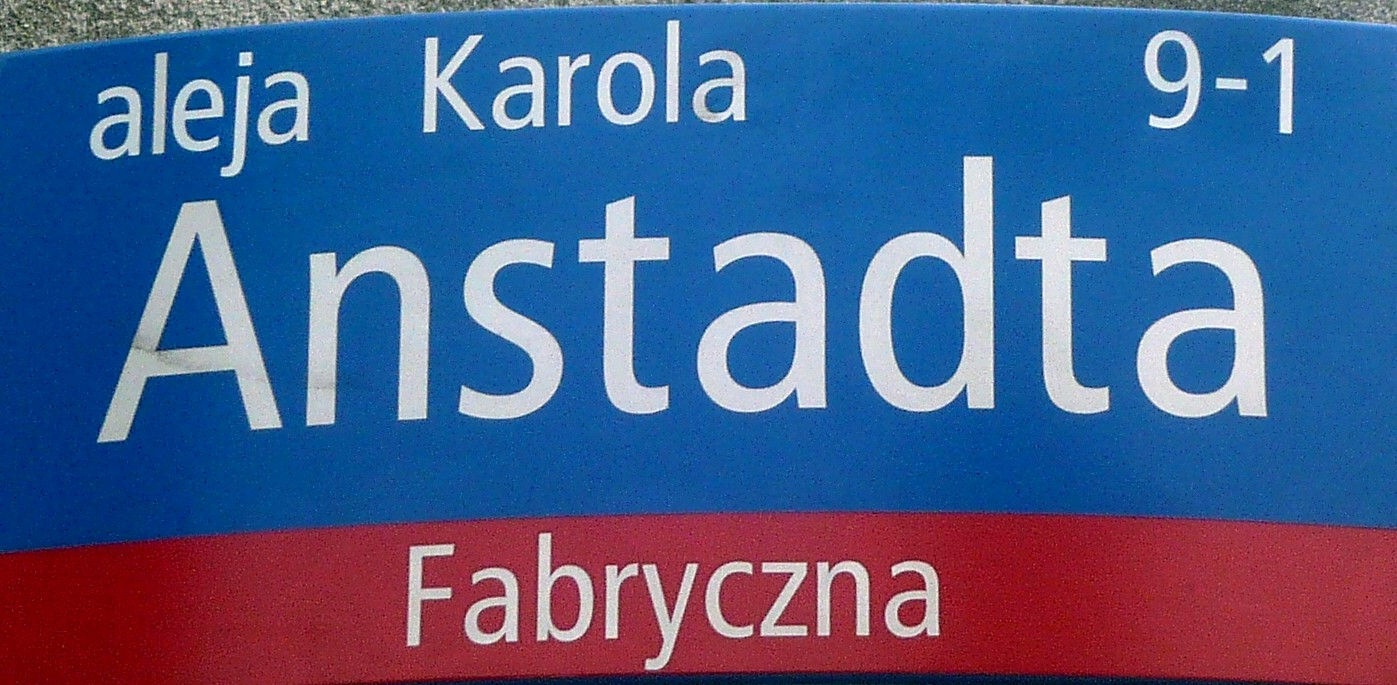
Skorygowany już zapis na tablicy przy alei Anstadta

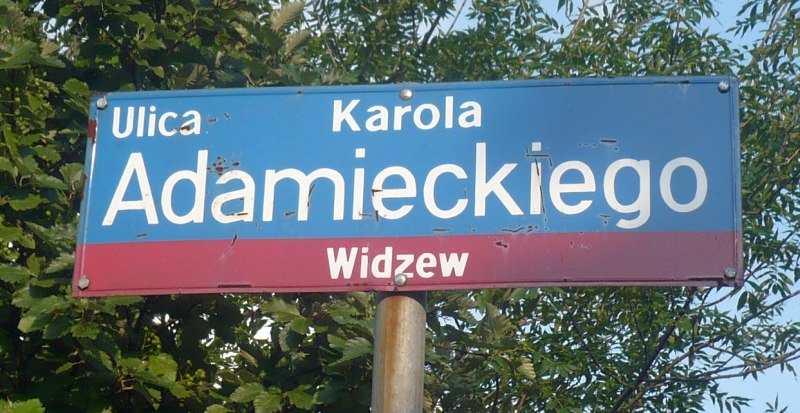
Przykład oznakowania ulicy tablicą nieodpowiadającą przyjętym wcześniej normom dla SIM (niezgodne są: parametry techniczne, sposób umocowania i nazwa obszaru)

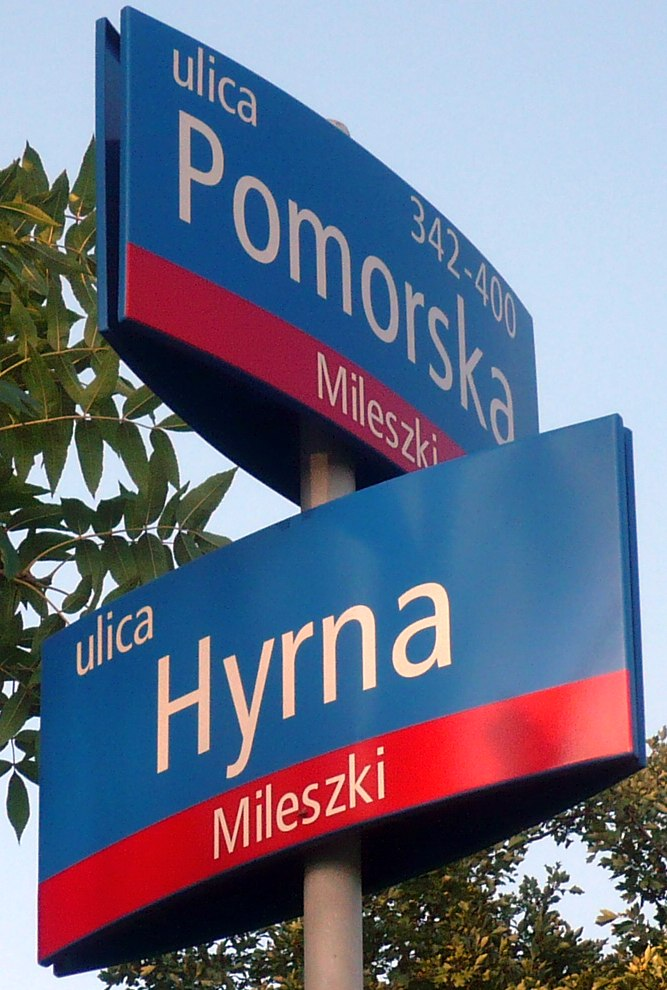
Przykład błędnego oznakowania skrzyżowania – zamiast nazwy ulicy Arniki widniała ul. Hyrna (obecnie błąd jest już poprawiony)

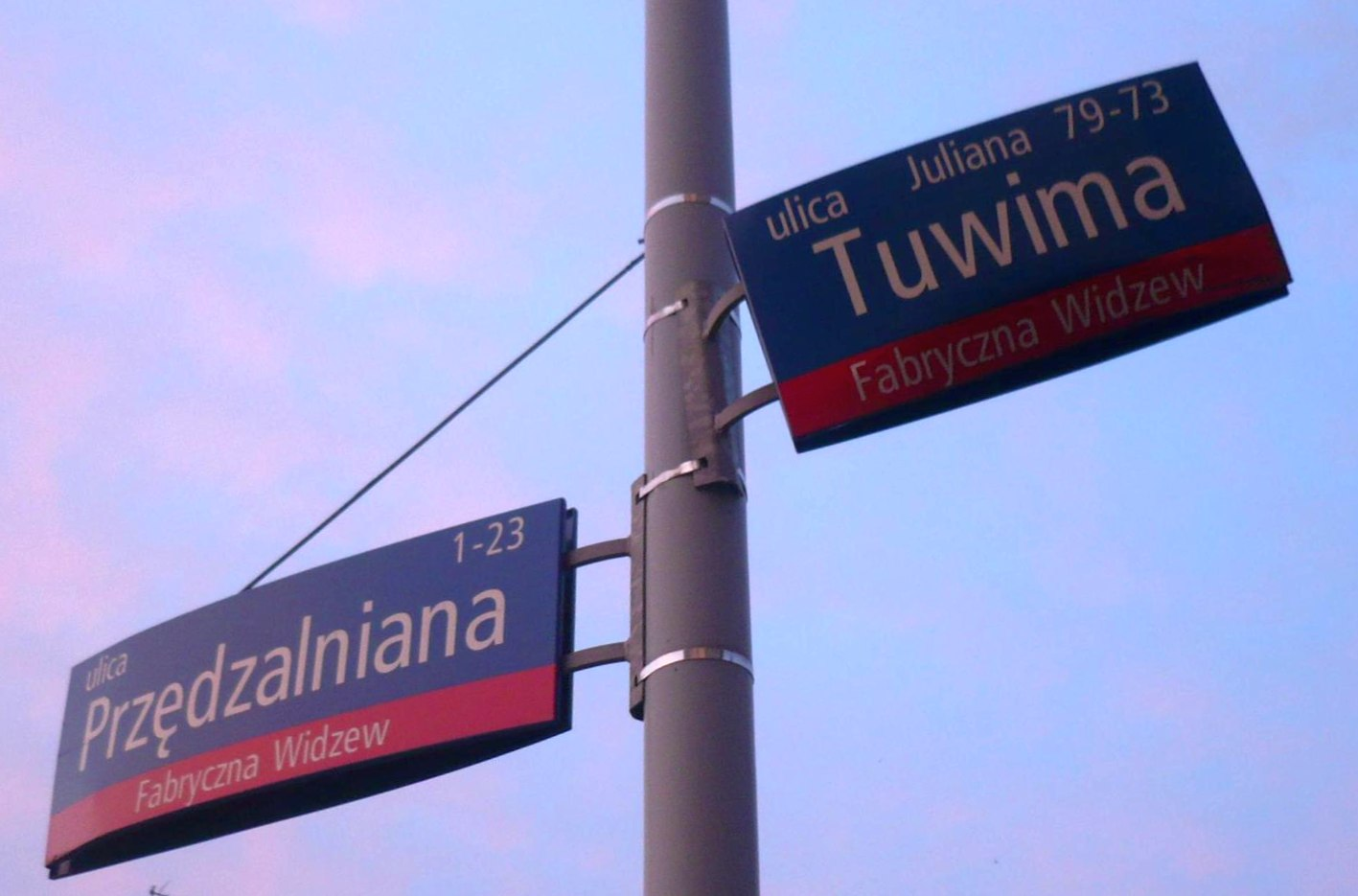
Przykład zniszczonego oznakowania tablicami ulicowymi

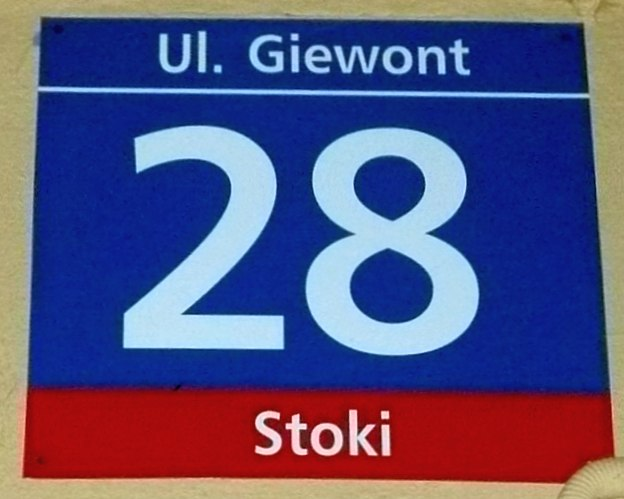
Przykład oznakowania instytucji użyteczności publicznej tablicą adresową niezgodną z wytycznymi SIM (brak jej wypukłego kształtu)

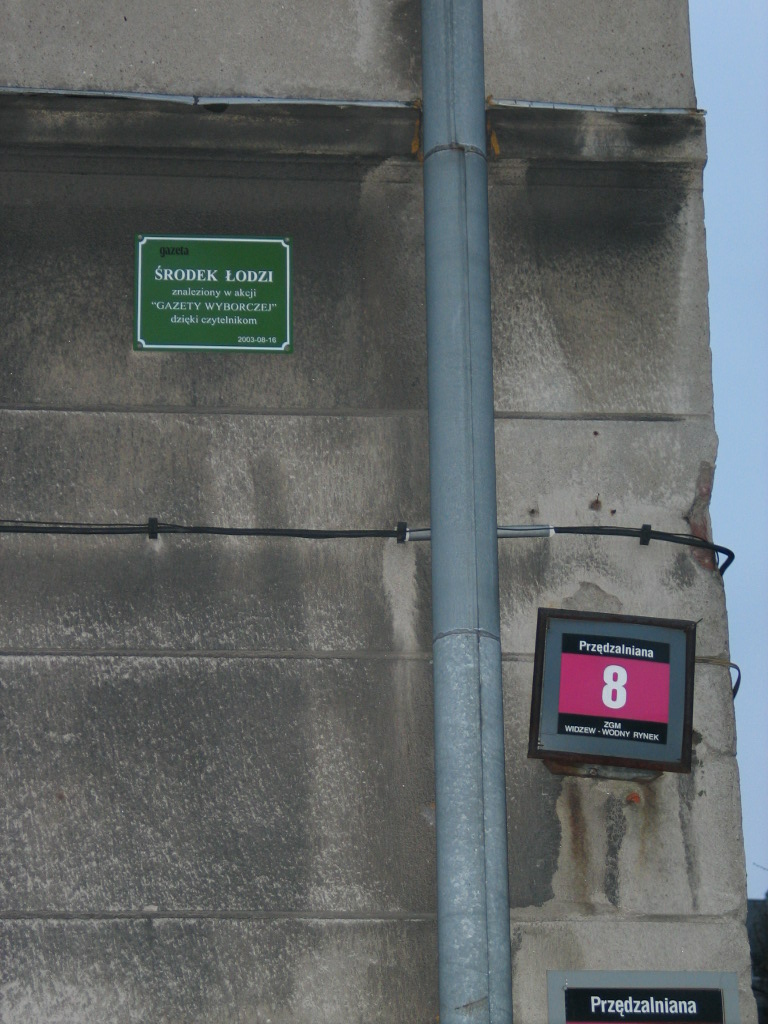
Tablica z numerem posesji według poprzedniego systemu informacji wizualnej miasta

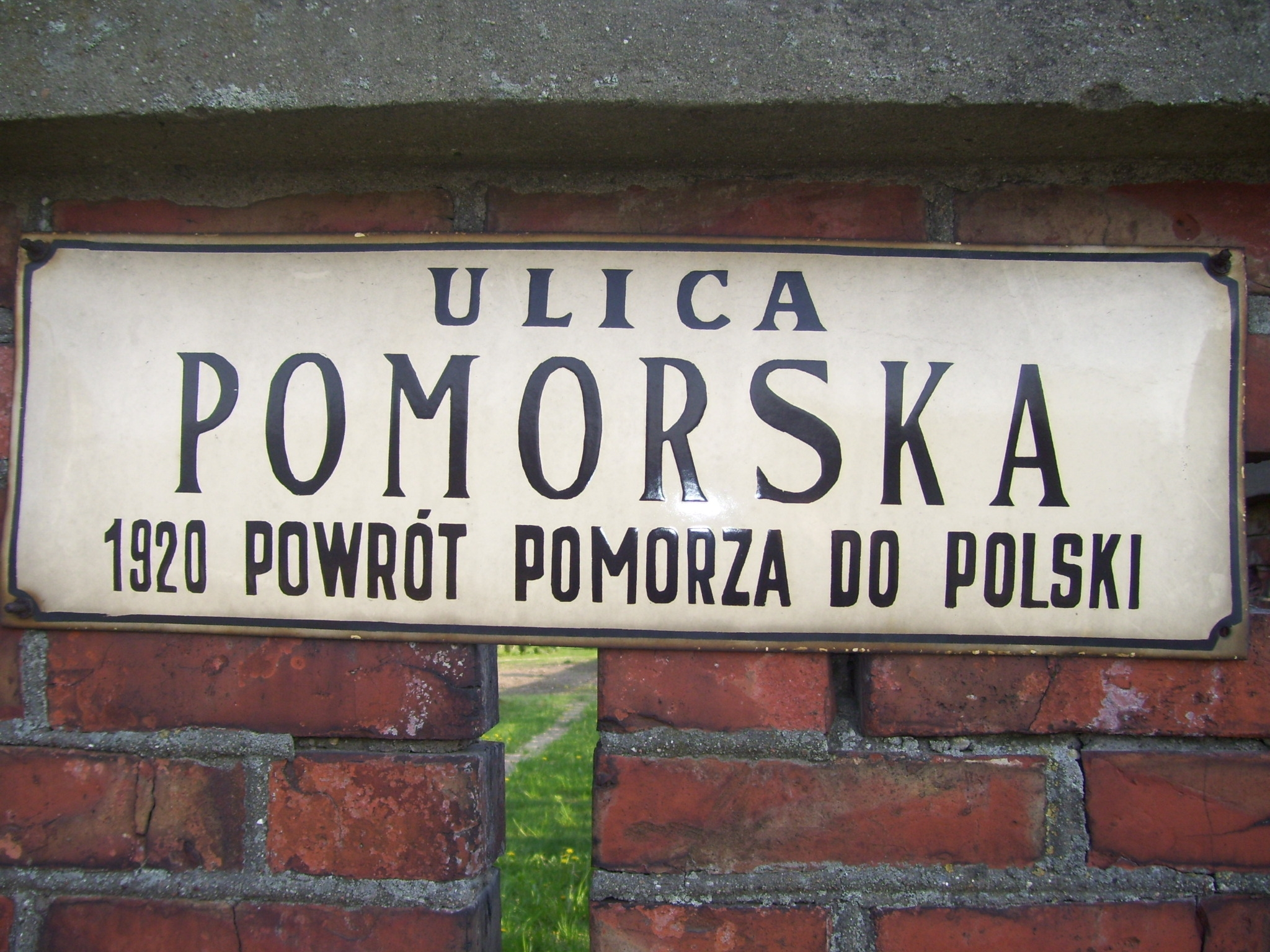
Tablica uliczna według systemu, który obowiązywał w Łodzi do 1994 (był on także stosowany w pozostałych miejscowościach starego, województwa łódzkiego)

System Informacji Miejskiej w Łodzi – łódzki system informacji wizualnej, wdrażany w mieście od 2005, oparty na czerwono-niebieskich i czerwono-brązowych (na terenach o cennych turystycznie walorach) tablicach, zawierających nazwę ulicy i obszaru miasta oraz numerację porządkową nieruchomości. System ten systematycznie zastępuje dwa poprzednie systemy, oparte na tabliczkach w kolorach piaskowym i amarantowym.
SIM został powołany do życia uchwałą Rady Miejskiej w Łodzi z dnia 26 października 2005. Wprowadzono wtedy też podział miasta na 56 obszarów turystycznych, mających odpowiadać jego rejonom historycznym. Nazwy obszarów widnieją na czerwonych panelach elementów SIM. Podziału dokonali wspólnie urzędnicy magistratu i znawcy łódzkiej historii (jak np. Ryszard Bonisławski), a potem skonsultowano go również z przedstawicielami rad osiedli administracyjnych.
Graficzne wzory elementów systemu są takie same jak wzory stosowane w Warszawie – prawa do ich wykorzystania zostały nieodpłatnie przekazane Łodzi przez ówczesnego prezydenta stolicy, Lecha Kaczyńskiego.

## ElementySIM
W skład systemu wchodzą:
- tablice rozprowadzające do dzielnic i dworców (niebieskie litery na białym tle (w przypadku nazw arterii na odwrót):

1. z panelem podstawowym
2. niedzielone na panele
3. jednopanelowe, montowane wspornikowo do latarni

- tablice rozprowadzające do obszarów (białe litery na czerwonym tle) i ważnych obiektów (białe litery, tło niebieskie):

1. z panelem podstawowym
2. niedzielone na panele
3. jednopanelowe, montowane wspornikowo do latarni
4. rond i placów montowane na wysięgnikach sygnalizacji świetlnej (białe litery na niebieskim tle, brak dodania nazwy obszaru – jak jest w przypadku ulic)

- słupek złożony do montowania tablic ulicowych i tablic informacji rozprowadzającej dla pieszych
- tablice ulicowe (białe litery, niebieskie i czerwone tło):

1. mocowane na słupku
2. mocowane na latarni
3. naścienne

- tablice adresowe (białe litery, tło w górnej części: niebieskie bądź brązowe, w części dolnej: czerwone):

1. niepodświetlane
2. podświetlane

- tablice rozprowadzające dla pieszych (białe litery, niebieskie bądź brązowe tło):

1. mocowane na słupku
2. mocowane na latarni

- punkty informacyjne:

1. jednostronne
2. dwustronne

## Dane techniczne tablic adresowych[6]

### Grafika
W strefach turystyczno – historycznych:
- Cyfra adresowa – czcionka Zapf Humanist 601 Demi, 90%, track -0
- Nazwa ulicy, nazwa obszaru – czcionka Zapf Humanist 601 Demi, 85%, track 20
- Ukośnik – Zapf Humanist 601 Demi, 85%
- Napisy – biała folia odblaskowa I generacji
- Pasek – czerwona folia nieodblaskowa (Scotchcal Serie 100, nr 100 – 176)
- Tło – brązowy lakier proszkowy RAL nr 8015 według katalogu Tigerwerk

W pozostałych częściach miasta:
- Cyfra adresowa – czcionka Humanist 777 Bold Condensed, 95%
- Nazwa ulicy, nazwa obszaru – Humanist 777 Roman Condensed, 95%, track 15
- Ukośnik – Humanist 777 Roman Condensed, 95%
- Napisy – biała folia odblaskowa I generacji
- Pasek – czerwona folia nieodblaskowa (Scotchcal Serie 100, nr 100 – 176)
- Tło – niebieski lakier proszkowy RAL nr 5005 według katalogu Tigerwerk

Po pewnym czasie wdrażania SIM okazało się, że mająca stanowić wykładnię szablonów Systemu, uchwała RMŁ w sprawie SIM-u, nie zawiera dokładnego określenia dla kształtu tablic adresowych (czy mają one być płaskie, czy też wypukłe) oraz dla sposobu ich montażu (czy na śrubach, wkręcanych od przodu, czy raczej na specjalnym, zewnętrznym uchwycie). Zarząd Dróg i Transportu, zlecając wykonanie tablic, proponował zawsze specyfikację zgodną z warszawską (tylko wypukłe tabliczki, instalowane na tylnych umocowaniach), taką też radzi się stosować mieszkańcom. Jednak nawet wiele instytucji państwowych zleciło wykonanie tablic niezgodnych z zalecanym modelem (patrz fotografia – ul. Giewont 28 – po prawej stronie)

## Obszary SIM
Według tego podziału miasto dzieli się na 56 następujących obszarów SIM:

### Śródmieście
- Centrum
- Fabryczna
- Radiostacja

### Widzew
- Andrzejów
- Fabryczna Widzew
- Feliksin
- Księży Młyn
- Mileszki
- Niciarniana
- Nowosolna
- Olechów
- Sikawa
- Stare Moskule
- Stary Widzew
- Stoki
- Widzew Wschód
- Zarzew

### Górna
- Chocianowice
- Chojny
- Dąbrowa
- Górniak
- Kurak
- Łaskowice
- Nowe Rokicie
- Rokicie
- Ruda Pabianicka
- Stare Chojny
- Wiskitno

### Polesie
- Brus
- Karolew
- Koziny
- Lublinek
- Nowe Sady
- Politechniczna
- Retkinia
- Smulsko
- Stare Polesie
- Zdrowie
- Złotno

### Bałuty
- Doły
- Helenów
- Julianów
- Kochanówka
- Łagiewniki
- Marysin
- Marysin Doły
- Radogoszcz
- Rogi
- Romanów
- Stare Miasto
- Stare Bałuty
- Teofilów
- Teofilów Przemysłowy
- Wzniesienia Łódzkie
- Żabieniec
- Żubardź

## Strefy turystyczno-historyczne miasta
1. Obszar wokół północnej części ul. Piotrkowskiej ograniczony ulicami: pl. Wolności – Pomorska – Wschodnia – Narutowicza – Sienkiewicza – al. Piłsudskiego – al. Mickiewicza – Wólczańska – Więckowskiego – Gdańska – Legionów – pl. Wolności
2. Księży Młyn ograniczony ulicami: Przybyszewskiego – Sosnowa – Milionowa – al. Śmigłego Rydza – al. Piłsudskiego – Targowa – Tylna – Sienkiewicza – Brzeźna – Piotrkowska – Skorupki – Wólczańska – Czerwona – Piotrkowska – pl. Reymonta – Przybyszewskiego
3. Stare Miasto ograniczone ulicami: Północna – Franciszkańska – Wojska Polskiego – Zgierska – pl. Kościelny – Lutomierska – Zachodnia – Drewnowska – Karskiego – (przy Starym Cmentarzu) – Ogrodowa do Północnej

## Kontrowersje, błędy i niedociągnięcia
- Podział miasta na obszary SIM wywołał liczne słowa krytyki. Poniżej przykłady istotnych w tej materii kwestii:

1. Nazwy niektórych obszarów, jeżeli miałyby rzeczywiście odpowiadać historycznym rejonom miasta, wydają się co najmniej dyskusyjne – np. Stare Bałuty (pośród PRL-owskich blokowisk os. Stefana Czarnieckiego), Fabryczna (w miejscu, gdzie trudno znaleźć fabryki), czy zupełnie sztuczne twory, powielające nazwy sąsiadujących obszarów – Fabryczna Widzew (gdzie racjonalną alternatywą mogłaby być chociażby nazwa Wodny Rynek) i Marysin Doły
2. Obce, niestosowane powszechnie w łódzkiej nomenklaturze, wydają się nazwy obszarów Centrum i Politechniczna
3. Podział ten nie jest zawsze zgodny z innymi, obowiązującymi już wcześniej, podziałami miasta: na 36 osiedli administracyjnych, na 101 integralnych części miasta (według Krajowego Rejestru Urzędowego Podziału Terytorialnego Kraju, w skrócie: TERYT) oraz na osiedla posiadające patronów – np. os. H. Sienkiewicza na widzewskim Janowie – którym nazwy nadawały lokalne władze, co zwiększa dezorientację
4. Przyglądając się nazwom obszarów SIM, w niektórych miejscach można się zdziwić co do swej lokalizacji – np.:
  1. tablica z nazwą Mileszki, mieszcząca się przy skrzyżowaniu ulic Edwarda i Pomorskiej (gdy miejsce to oddalone jest od centrum osiedla Mileszki o ok. 3,5 km)
  2. tablica z zapisanym obszarem Górniak, usytuowana przy skrzyżowaniu al. marsz. E. Śmigłego-Rydza z ul. gen. J. Dąbrowskiego (oddalona od Górnego Rynku o prawie 2 km)
  3. tablice przy Mauzoleum na Radogoszczu wskazujące obszar Julianowa[9]
  4. teren dawnego obozu pracy na Sikawie (obecnie zakładu karnego) przy ul. Beskidzkiej został włączony do obszaru Starych Moskuli, które rzeczywiście znajdują się ponad 2 km na północny wschód stamtąd
  5. znajdujące się na terenach niezurbanizowanych Borowca i Marianowa (dolina rzeki Sokołówki) tablice posiadają nazwę obszaru Teofilów Przemysłowy
5. Ludzie zamieszkujący pewne osiedla mogli poczuć rozczarowanie, gdy nazwy ich "małej ojczyzny" nie wzięto pod uwagę przy nazewnictwie obszaru – np. pomimo iż obecnie funkcjonuje osiedle administracyjne Zdrowie-Mania, mieszkańcy Mani musieli przyjąć do wiadomości, iż znajdują się na Zdrowiu[10] (podobnie jest z osiedlem im. Józefa Montwiłła-Mireckiego, które także objęte jest przez obszar SIM Zdrowie[11]
6. Kolejnym niedociągnięciem są tabliczki przy ul. Rymanowskiej i Tuszyńskiej wskazujące, że teren ten to Kurak, mimo że na wszystkich mapach ten obszar to Chojny. Mieszkańcy się z tym nie zgadzają.
7. Dochodziło do sytuacji, gdy mieszkańcy miasta, nie zgadzając się z ustanowionym przez władze podziałem na obszary, uznając, że w danym miejscu winien być inny obszar, zaklejali tabliczki wykonane zgodnie z Uchwałą RMŁ prawidłowymi ich zdaniem nazwami (np. u zbiegu ulic: Janosika i Spartakusa, gdzie nazwę obszaru Sikawa zasłonięto naklejką z nazwą Stoki)[12][13]; podobną dezaprobatę w postaci prób zamazywania na tablicach nazwy obszaru Rogi wyrażali mieszkańcy historycznego Marysina w okolicach ul. Centralnej
8. Według niektórych osób (np. Ryszarda Bonisławskiego) lepszym modelem zamiast wprowadzania nazw poszczególnych obszarów, byłoby ich ponumerowanie (co często stosowane jest w np. w Stanach Zjednoczonych, czy we Francji) – argumentem świadczącym za takim układem jest brak rozczarowań i nieporozumień, o których mowa w powyższych podpunktach
9. W przypadku występowania obszarów posiadających dwuczłonowe i rozdzielne ze sobą nazwy, w oficjalnej pisowni brakuje rozdzielenia ich myślnikami – jak np. obszar Widzew Wschód (podczas gdy istnieje nazwa osiedla administracyjnego Widzew-Wschód), czy Marysin Doły
10. Większość granic obszarów poprowadzona została wzdłuż osi ulic, co z jednej strony, w niektórych przypadkach, nie okazało się tożsamym z rzeczywistymi granicami osiedli, z drugiej zaś, wywołało spore zaskoczenie u mieszkańców, którzy po dwóch stronach tych samych ulic ujrzeli inne nazwy obszarów
11. Niekonsekwentnie do powyższego aspektu postąpiono jednak w przypadku granic obszarów, które przebiegają wzdłuż granic Delegatur Urzędu Miasta – stało się tak ponieważ ustalono wcześniej, iż żadna z granic obszarów nie będzie wychodzić poza obręb delegatur – dlatego też granice skrajnych obszarów usytuowane są przy krawędziach ulic (czyli przy granicach działek, stanowiących jednocześnie granice delegatur), a nie na ich osiach

- Reakcje pełne zaskoczenia i dezorientacji, połączone z rozproszeniem uwagi wśród mieszkańców miasta, powstawały na skutek wprowadzenia odmiennego modelu graficznego tablic ulicowych i adresowych w tzw. strefach turystyczno-historycznych Łodzi, których nie połączono w jedną, a rozdzielono, co zaowocowało częstym zjawiskiem występowania blisko siebie tablic 'szczególnych' i 'normalnych', co jeszcze bardziej potęguje zdziwienie taką różnorodnością na homogenicznych terenach
- W ramach adaptacji do miejscowych warunków systemu warszawskiego, brakło projektu wprowadzenia oznakowań rzek, których w Łodzi jest prawie 20
- Zanim zaczęły pojawiać się w mieście pierwsze tablice rozprowadzające[14], minęły aż 3 lata wprowadzania systemu, co przy zastosowaniu podziału miasta na obszary i oznakowywaniu go tylko tablicami ulicowymi i adresowymi (szczególnie dla przyjeżdżających do Łodzi) dawało znikomą pomoc w orientacji przestrzennej
- Opracowana przez łódzki Zarząd Dróg i Transportu "Koncepcja Systemu Informacji Miejskiej w Łodzi" - stanowiąca niejako rozwinięcie uchwały rady miejskiej w sprawie SIM - zawiera odstępstwa od treści ww. uchwały - m.in. dopuszcza umieszczanie na tablicach ruchu kołowego I rzędu (odpowiadających parametrami i kolorystyką elementowi SIM, wymienionemu w uchwale jako tablice rozprowadzające do dzielnic i dworców) informacji o lokalizacji ważnych obiektów w przestrzeni miasta (zgodnie z uchwałą taka treść winna być umieszczona na tablicach rozprowadzających do obszarów i ważnych obiektów)
- Projektując SIM, poza nazwami obszarów, nie przyjęto wprowadzenia do tablic informacyjnych nazw delegatur (używanych na pewno częściej przez mieszkańców, i chociażby, z racji przynależności meldunkowej, lepiej zakorzenionych w świadomości ludności); nie zaplanowano także żadnych oznaczeń, mogących rozgraniczyć delegatury
- Choć Łódź dysponuje bardzo fachowo tworzonymi Systemami Informacji Geograficznej (Miejskim Systemem Informacji o Terenie InterSIT oraz Regionalnym Systemem Informacji Przestrzennej), od początku wdrażania SIM zabrakło poważnego skoordynowania Systemu z danymi, zawartymi w wirtualnych systemach GIS (np. podział miasta na obszary SIM naniesiono na urzędową, internetową mapę miasta dopiero wiosną 2008)
- Mimo iż na wielu tablicach prawidłowo (małą, a nie wielką literą) zapisano słowa (skróty): ulica (ul.), plac (pl.), aleja (al.) itd., na innych powielony został, notoryczny w warszawskim MSI, błąd
- Częstym zjawiskiem przy wdrażaniu SIM było usuwanie starych tabliczek adresowych z budynków, bez zastępowania ich posiadającymi inne rozmiary gabarytowe nowymi tabliczkami (podczas gdy te sytuowano kilkadziesiąt centymetrów obok) – w konsekwencji na widoku zostały nieeleganckie i niechlujne dziury w ścianach
- Pierwsze z wywieszanych tabliczek ulicowych i adresowych były tylko w najmniejszych rozmiarach spośród przewidywanych wzorców – powodowało to, iż przy większym oddaleniu były słabo czytelne – z czasem więc, tam, gdzie tablice sytuowano dalej od dróg i chodników, nadawano im większe rozmiary
- Początkowo Urząd Miasta raczej nie planował poważniejszych inwestycji w tabliczki adresowe (sugerując się ustawowym obowiązkiem wobec władających nieruchomościami, którzy sami winni zadbać o odpowiednie oznaczenia[15][16]), jednak, na skutek  pojawienia się wielu rozmaitych modeli tabliczek, wykonywanych z przeróżnych tworzyw (często odbiegających od wytycznych technicznych podanych wyżej, czy też nieposiadających prawidłowych nazw obszarów SIM), aby nie pogłębiać tej chaotycznej i zagmatwanej sytuacji, ostatecznie postanowiono na koszt miasta przeprowadzić pilotażowo zintegrowaną akcję instalacji tabliczek adresowych (także na budynkach prywatnych) na najgęściej zabudowanych terenach Śródmieścia
- W Łodzi (w odróżnieniu do Warszawy) wraz z podjęciem uchwały w sprawie SIM, nie powołano samodzielnej jednostki, której zadaniem byłoby koordynowanie wdrażania systemu (w stolicy przez kilka lat istniało Biuro Miejskiego Systemu Informacji), a zadania te spoczęły na różnych wydziałach urzędu miasta
- Trudnością, wynikającą z obowiązujących przepisów prawa, mogącą uniemożliwiać prowadzenie dobrze skoordynowanych działań inwestycyjnych, jest rozdzielenie odpowiedzialności za montaż i utrzymanie tablic ulicznych na drogach publicznych i niepublicznych (wewnętrznych). W mieście oznakowaniem tych pierwszych winien zajmować się Zarząd Dróg i Transportu. W kompetencjach Zarządu leży także oznaczanie dróg wewnętrznych, przy ich skrzyżowaniach z drogami publicznymi[17]. Natomiast ulice, niestanowiące dróg publicznych, szczególnie wewnątrz osiedli, znakować powinny ich zarządcy lub właściciele (najczęściej odpowiednie Delegatury Urzędu Miasta). Fakt ten oraz opisany powyżej brak jednostki organizacyjnej, która koordynowałaby SIM, spowodowały, że łódzki SIM zatracił swą jednolitość
- Zdarza się, że nowe tabliczki podają dane zawierające błędy ortograficzne w nazwach ulic (np. ul. dr Adama Pruchnika, gdzie prawidłowo winno być: ul. dr Adama Próchnika), czy obszarów (np. Wzniesienia Łudzkie – gdzie wpisano literę u zamiast ó[18])
- Tablice ulicowe i adresowe zawierają czasami błędy rzeczowe – jak np. ustawienie przy ul. św. Antoniego Padewskiego tablicy, na której największą czcionką zapisano przydomek Padewskiego (gdzie akcent należałoby raczej skoncentrować na imieniu świętego), zawieszenie przy alei Karola Anstadta tablicy z napisem ul. Karola Anstadta (patrz fotografie z prawej strony), czy błędne podanie numeracji nieruchomości (w odwrotnej kolejności, niż występuje to w rzeczywistości), albo, w ogóle, brak podania na tablicach ulicowych numerów nieruchomości
- Trafiły się i takie tablice, które informowały o występowaniu ulic, przy których w rzeczywistości się nie znajdowały – np. tablica z zapisem ul. Hyrna, zlokalizowana w rejonie pogranicza obszarów Stoków i Mileszek, przy skrzyżowaniu (jeszcze do niedawna) ulicy bezimiennej[19] z ul. Pomorską (kiedy w rzeczywistości ul. Hyrna kończy się 200 metrów na północ od tego skrzyżowania, uchodząc do ww. ulicy bezimiennej)
- Niektóre z tablic, zawierające prawidłowy zapis słowny, posadawiane są w sposób nieodpowiedni (np. na przeciwległym narożu skrzyżowania), co zabiera im logikę oznakowania – jednak na skutek obywatelskich wniosków mieszkańców, najczęściej odpowiedzialny za realizację inwestycji w ramach SIM – Zarząd Dróg i Transportu w Łodzi, pojawiające się błędy usuwa